# Liste der denkmalpflegerischen Sachgesamtheiten in Radebeul

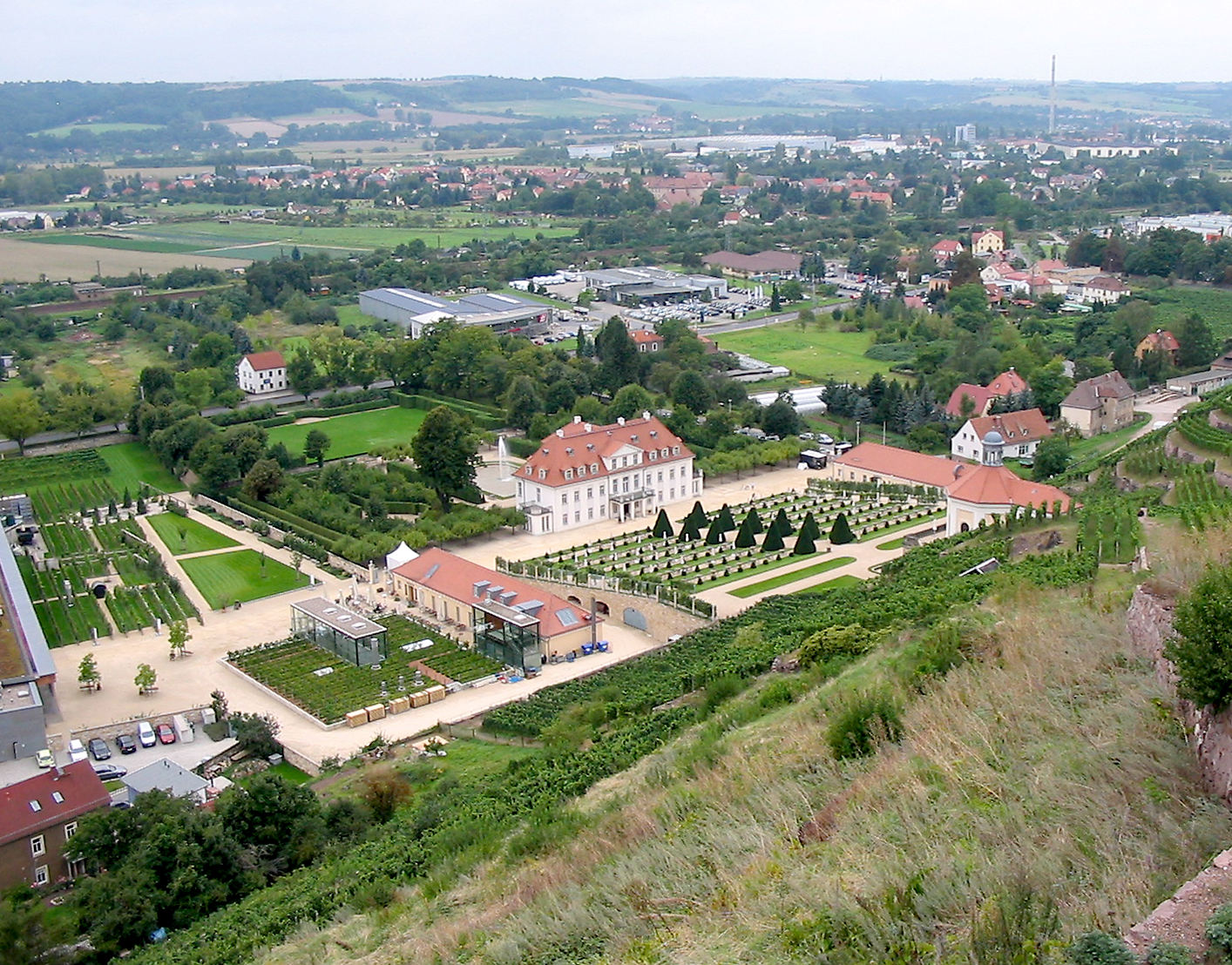
Sachgesamtheit von Schloss Wackerbarth mit dem Barockgarten, dem Belvedere und weiteren Nebengebäuden, u. a. dem Traiteurhaus rechts. Fotografiert vom zugehörigen Jacobstein inmitten der zugehörigen Weinbergslandschaft, von der rechts unten ein Ausschnitt zu sehen ist.

Die Liste der denkmalpflegerischen Sachgesamtheiten in Radebeul gibt eine Übersicht über die Kulturdenkmale in der sächsischen Stadt Radebeul, die als denkmalpflegerische Sachgesamtheit unter Denkmalschutz stehen. Ein Teil dieser Anwesen liegt in dem seit 1999 ausgewiesenen Denkmalschutzgebiet Historische Weinberglandschaft Radebeul.

## Legende
Die in der Tabelle verwendeten Spalten listen die im Folgenden erläuterten Informationen auf:
- Name, Bezeichnung: Bezeichnung des einzelnen Objekts.
- Adresse, Koordinaten: Heutige Straßenadresse, Lagekoordinaten.

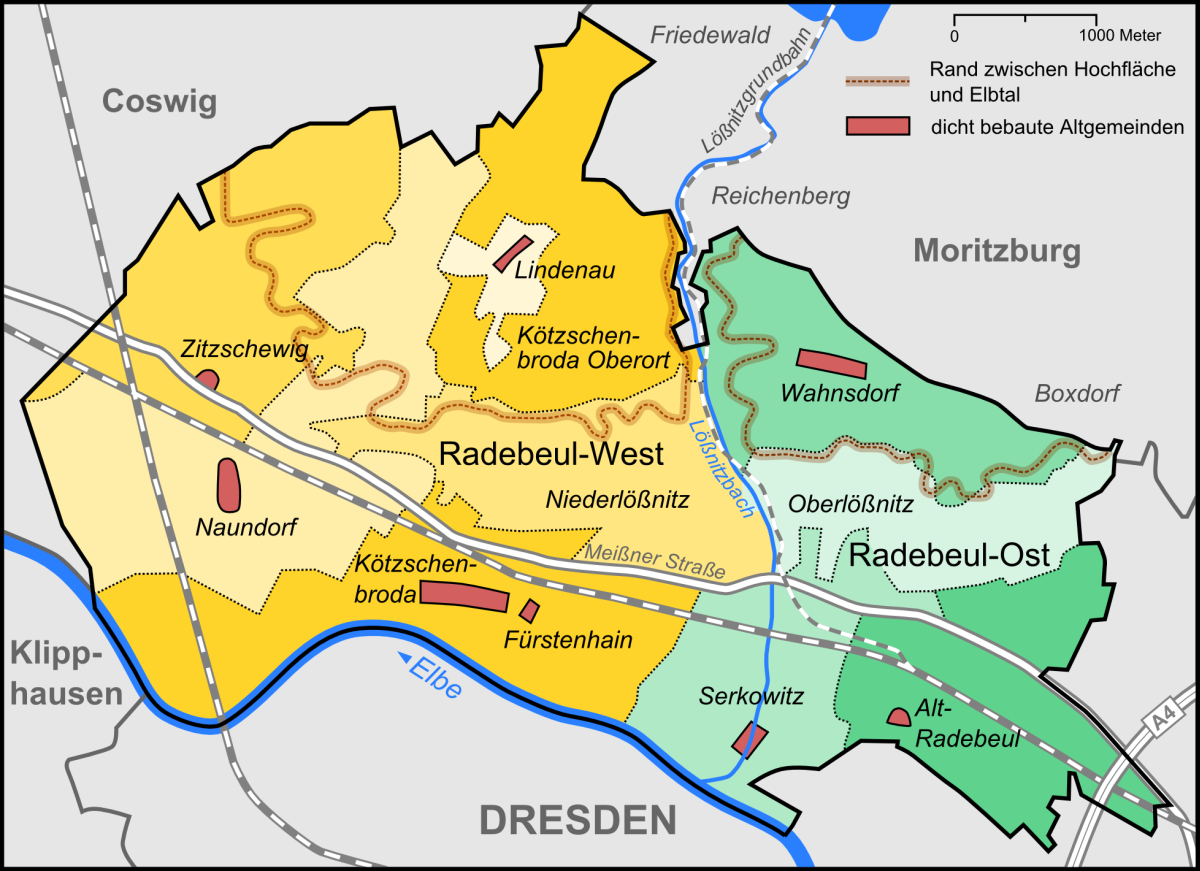
Übersicht über die Lage der Radebeuler Stadtteile

- Stadtteil: Heutiger Radebeuler Stadtteil, so wie in der hiesigen Karte dargestellt.
  - FUE: Fürstenhain
  - KOE: Kötzschenbroda
  - KOO: Kötzschenbroda-Oberort
  - LIN: Lindenau
  - NAU: Naundorf
  - NDL: Niederlößnitz
  - OBL: Oberlößnitz
  - RAD: Alt-Radebeul
  - SER: Serkowitz
  - WAH: Wahnsdorf
  - ZIT: Zitzschewig
- Datum: Besondere Baujahre, so weit bekannt oder ableitbar, teilweise auch Datum der Ersterwähnung der Liegenschaft.
- Baumeister, Architekten: Baumeister, Architekten und weitere Kunstschaffende.
- Denkmalumfang, Bemerkung: Nähere Erläuterung über den Denkmalstatus, Umfang der Liegenschaft und ihre Besonderheiten.[1] Durch die Sortierung in dieser Spalte werden jeweils alle zu einer bestimmten Sachgesamtheit gehörenden Adressen zusammensortiert.
- Bild: Foto des Hauptobjekts.

## Denkmalpflegerische Sachgesamtheiten
| Name, Bezeichnung                                            | Adresse, Koordinaten                            | xStadtteil | Datum                                                                                     | Baumeister, Architekten | Denkmalumfang, Bemerkung | Bild                                                                                               |
| ------------------------------------------------------------ | ----------------------------------------------- | ---------- | ----------------------------------------------------------------------------------------- | --- | --- | -------------------------------------------------------------------------------------------------- |
| Alter Friedhof                                               | Am Gottesacker 33 (Lage)                        | KOE        | 1602                                                                                      | | SG Alter Friedhof. Alter Friedhof mit Diakonissengräbern | Diakonissengräber Alter Friedhof                                                                   |
| Staatsweinberg Goldener Wagen                                | Am Goldenen Wagen (Lage)                        | OBL        | 1710                                                                                      | | Sachgesamtheit Staatsweinberg Goldener Wagen | Staatsweinberg Goldener Wagen                                                                      |
| Jägerberg, Hantzsch-Villa, Haus Bilz                         | Augustusweg 110 (Lage)                          | OBL        | 1844, 1871/72, 1895/96                                                                    | Woldemar Hermann, Gebrüder Ziller (Umbau), Gustav Röder (Umbau Scheune)                                                                                  | Villa mit Wintergarten, Stall, Scheune, Remise, Torhaus, Weinkeller, Gartenplastik, Brunnenanlage und z. T. terrassiertem Park, darin künstliche Ruine sowie Bastion mit Aussichtsturm und Einfriedung. Bewohner Eduard Bilz | Bilz-Hof am Jägerberg am Fuß des verwaldeten Jägerbergs, rechts die Scheune. Links die Meyer-Villa |
| Kriegersiedlung Damaschkeweg                                 | Damaschkeweg 3–26 (Lage)                        | RAD        | 1928–30                                                                                   | Max Czopka | „Kriegersiedlung des Reichsbundes“ | Kriegersiedlung Damaschkeweg                                                                       |
| Siedlung der Baugenossenschaft Kötzschenbroda                | Dr.-Külz-Straße 16 (Lage)                       | NDL        | 1925–1929                                                                                 | Willy Schubert | SG Siedlung der Baugenossenschaft Kötzschenbroda. Wohnhaus einer Wohnsiedlung | Siedlungshäuser Dr.-Külz-Straße 16, 18/20, Heinrich-Zille-Straße 34                                |
| Siedlung der Baugenossenschaft Kötzschenbroda                | Dr.-Külz-Straße 18/20 (Lage)                    | NDL        | 1928/29                                                                                   | Gebrüder Kießling (Entwurf), Felix Sommer (Bau) | SG Siedlung der Baugenossenschaft Kötzschenbroda. Doppelwohnhaus einer Wohnsiedlung | Siedlungshäuser Dr.-Külz-Straße 16, 18/20, Heinrich-Zille-Straße 34                                |
| Siedlung der Baugenossenschaft Kötzschenbroda                | Dr.-Külz-Straße 22 (Lage)                       | NDL        | 1929                                                                                      | Felix Sommer | SG Siedlung der Baugenossenschaft Kötzschenbroda. Wohnhaus einer Wohnsiedlung | Siedlung Ecke Winzerstraße (li. nach Osten) und Dr.-Külz-Straße (re. nach Süden)                   |
| Siedlung der Baugenossenschaft Kötzschenbroda                | Dr.-Külz-Straße 24/26 (Lage)                    | NDL        | 1924/25                                                                                   | Willy Schubert | SG Siedlung der Baugenossenschaft Kötzschenbroda. Doppelwohnhaus einer Wohnsiedlung | Siedlung Ecke Winzerstraße (li. nach Osten) und Dr.-Külz-Straße (re. nach Süden)                   |
| Gröba-Siedlung                                               | Dr.-Rudolf-Friedrichs-Straße 22 (Lage)          | NDL        | 1924/25                                                                                   | | SG Gröba-Siedlung. Wohnhaus einer Wohnanlage | Gröba-Siedlung Dr.-Rudolf-Friedrichs-Straße 24/26 und 22                                           |
| Gröba-Siedlung                                               | Dr.-Rudolf-Friedrichs-Straße 24/26 (Lage)       | NDL        | 1924/25                                                                                   | Alfred Tischer | SG Gröba-Siedlung. Doppelwohnhaus einer Wohnanlage | Gröba-Siedlung Dr.-Rudolf-Friedrichs-Straße 24/26 und 22                                           |
| Bilz-Sanatorium                                              | Eduard-Bilz-Straße 53, 55, 55a, 55b, 57 (Lage)  | OBL        | 1892/93, 1894/95, 1921                                                                    | Carl Käfer (Umbau Haus I), Gebrüder Ziller, Alwin Höhne (Anbau)                                                                                          | SG Bilz-Sanatorium. Sanatoriumsgebäude mit Aussichtsturm („Mäuseturm“), Weinberg und Einfriedung. Besitzer: Eduard Bilz | Bilz-Sanatorium, vom Bismarckturm aus                                                              |
| Winzerhaus Erdmann, Oberes Winzerhaus                        | Finstere Gasse 5 (Lage)                         | NDL        | 1724, Scheune jünger                                                                      | | SG Minckwitzscher Weinberg. Ehemals Teil des Minckwitzschen Weinguts, mit ehemaliger Scheune, Brunnenhaus, Einfriedungs- und Weinbergmauern sowie Weinberg | Haus Erdmann                                                                                       |
| Gröba-Siedlung                                               | Gröbastraße 1/3/5 (Lage)                        | NDL        | 1924/25                                                                                   | Alfred Tischer | SG Gröba-Siedlung. Wohnhauszeile einer Wohnanlage | Gröba-Siedlung Gröbastraße 1/3/5                                                                   |
| Gasthof „Zum Russen“                                         | Hauptstraße 47/47a/48 (Lage)                    | OBL        | um 1700, um 1806, 19. Jh.                                                                 | | Ehemaliges Winzerhaus, dann Gasthof, einschließlich Baumbestand (ehemals Weinanlage) und Eckeinfriedung, heute Wohnhaus | Gasthaus Zum Russen                                                                                |
| Siedlung der Baugenossenschaft Kötzschenbroda                | Heinrich-Zille-Straße 20 (Lage)                 | NDL        | 1928/29                                                                                   | Gebrüder Kießling (Entwurf), Felix Sommer (Bau) | SG Siedlung der Baugenossenschaft Kötzschenbroda. Wohnhaus einer Wohnsiedlung | Siedlungshäuser Heinrich-Zille-Straße 20, 22, 24                                                   |
| Siedlung der Baugenossenschaft Kötzschenbroda                | Heinrich-Zille-Straße 22 (Lage)                 | NDL        | 1931                                                                                      | Willy Schubert | SG Siedlung der Baugenossenschaft Kötzschenbroda. Wohnhaus einer Wohnsiedlung | Siedlungshäuser Heinrich-Zille-Straße 20, 22, 24                                                   |
| Siedlung der Baugenossenschaft Kötzschenbroda                | Heinrich-Zille-Straße 24 (Lage)                 | NDL        | 1928–1930                                                                                 | Willy Schubert | SG Siedlung der Baugenossenschaft Kötzschenbroda. Wohnhaus einer Wohnsiedlung | Siedlungshäuser Heinrich-Zille-Straße 20, 22, 24                                                   |
| Siedlung der Baugenossenschaft Kötzschenbroda                | Heinrich-Zille-Straße 26 (Lage)                 | NDL        | 1928/29                                                                                   | Willy Schubert | SG Siedlung der Baugenossenschaft Kötzschenbroda. Wohnhaus einer Wohnsiedlung | Siedlungshäuser Heinrich-Zille-Straße 26, 28                                                       |
| Siedlung der Baugenossenschaft Kötzschenbroda                | Heinrich-Zille-Straße 28 (Lage)                 | NDL        | 1930/31                                                                                   | Willy Schubert | SG Siedlung der Baugenossenschaft Kötzschenbroda. Wohnhaus einer Wohnsiedlung | Siedlungshäuser Heinrich-Zille-Straße 26, 28                                                       |
| Siedlung der Baugenossenschaft Kötzschenbroda                | Heinrich-Zille-Straße 30 (Lage)                 | NDL        | 1931                                                                                      | Willy Schubert | SG Siedlung der Baugenossenschaft Kötzschenbroda. Wohnhaus einer Wohnsiedlung | Siedlungshäuser Heinrich-Zille-Straße 30, 32, 34                                                   |
| Siedlung der Baugenossenschaft Kötzschenbroda                | Heinrich-Zille-Straße 32 (Lage)                 | NDL        | 1928/29                                                                                   | Gebrüder Kießling (Entwurf), Alfred Große (Bau) | SG Siedlung der Baugenossenschaft Kötzschenbroda. Wohnhaus einer Wohnsiedlung | Siedlungshäuser Heinrich-Zille-Straße 30, 32, 34                                                   |
| Siedlung der Baugenossenschaft Kötzschenbroda                | Heinrich-Zille-Straße 34 (Lage)                 | NDL        | 1928/29                                                                                   | Gebrüder Kießling | SG Siedlung der Baugenossenschaft Kötzschenbroda. Wohnhaus einer Wohnsiedlung | Siedlungshäuser Heinrich-Zille-Straße 30, 32, 34                                                   |
| Landhaus Carl Schampel                                       | Hoflößnitzstraße 72 (Lage)                      | OBL        | 1906/07                                                                                   | F. W. Eisold | SG Hoflößnitz. Mietvilla mit Einfriedung | Landhaus Carl Schampel                                                                             |
| Friedhof Naundorf-Zitzschewig                                | Kapellenweg 14 (Lage)                           | NAU        | 1907/08                                                                                   | Woldemar Kandler (Entwurf), Gebrüder Große (Bau) | Friedhof mit Einfriedungsmauer und Kapelle, einschiffiger Saalbau mit Dreiachtelschluss und Westturm | Johannesfriedhof                                                                                   |
| Hoflößnitz                                                   | Knohllweg 37 (Lage)                             | OBL        | vor 1401, 1401, 1650 Lusthaus, 1747/50 Spitzhaustreppe, 1840 Kavaliershaus, 1904 Pavillon | Ezechiel Eckhardt, Christian Schiebling, Centurio Wiebel, Albert Eckhout (Gemälde), Matthäus Daniel Pöppelmann, Carl Mildreich Barth, Karl Moritz Haenel | SG Hoflößnitz. Ehemals Kurfürstliches Weingut, heute städtisches Weingut. Stiftung Weingutmuseum Hoflößnitz. Berg- und Lusthaus, Kavaliershaus, Presshaus, Wirtschaftsgebäude, Weinpresse, Toranlagen, Treppen (u. a. Spitzhaustreppe mit Muschelpavillon), Reiterstein und angrenzende Weinberge. Besitzer: Burggrafen von Dohna, Wilhelm I. (Meißen), Johann Georg I., Johann Georg II., August der Starke, August III., weitere Wettiner                                     | Hoflößnitz, Gesamtanlage vom Bismarckturm aus                                                      |
| Friedhof Radebeul-West                                       | Kötzschenbrodaer Straße 166 (Lage)              | KOE        | 1873 (Tor), 1913 (Kapelle)                                                                | Moritz Große (Erste Kapelle), Gebrüder Kießling (Kapelle)                                                                                                | SG Friedhof Radebeul-West. Friedhof mit Kapelle, Kapellenanbau, Grabanlagen und Einfriedungsmauer | Friedhof Radebeul-West                                                                             |
| Winzerhaus, ehemaliges Backhaus und Toranlage der Hoflößnitz | Lößnitzgrundstraße 19 (Lage)                    | OBL        | 1. H. 19. Jh.                                                                             | | SG Hoflößnitz. Winzerhaus, ehemaliges Backhaus und Toranlage der Hoflößnitz | Toranlage zur Hoflößnitz, rechts dahinter Winzerhaus und Backhaus                                  |
| Holzhof mit Winzerhaus der Hoflößnitz                        | Lößnitzgrundstraße 23 (Lage)                    | OBL        | 18. Jh., 1891                                                                             | | SG Hoflößnitz. Ehemaliger Holzhof der Hoflößnitz mit Winzerhaus | Winzerhaus des Holzhofs Hoflößnitz                                                                 |
| Traiteurhaus                                                 | Mittlere Bergstraße 4 (Lage)                    | NDL        | 18. Jh., 1802 Wirtschaftsgebäude, um 1940 Scheune                                         | | SG Schloss Wackerbarth. Winzerhaus (Speisewirtschaft, traiteur: franz. für Gastwirt) mit Wirtschaftsgebäude und Nebenanlage (Scheune). Zu Schloss Wackerbarth gehörig | Blick vom Traiteurhaus auf Belvedere und Jacobstein                                                |
| Mätressenschlösschen                                         | Mohrenstraße 10 (Lage)                          | NDL        | 1771                                                                                      | | SG Neufriedstein. Berghaus Neufriedstein, Mätressenschlösschen Lusthaus mit Parkanlage und Weinberg markantes Barockgebäude auf hohem Unterbau, geprägt durch achteckigen Mittelsaal mit Mansardedach, seitlich zwei kurze Flügel, „baugeschichtlich, künstlerisch, landschaftsgestalterisch und ortsgeschichtlich bedeutend“, siehe auch Neufriedstein 2 | Mätressenschlösschen                                                                               |
| Erweiterungsgebäude des Pfarrtöchterheims (Mathildenhaus)    | Neufriedstein 1 (Lage)                          | NDL        | 1778–1780, 1904                                                                           | Adolf Neumann (Gegenentwurf und Bau des Erweiterungsgebäudes Felix Sommer)                                                                               | SG Neufriedstein. Neufriedstein, östliches Gebäude (freistehend) | Mathildenhaus (re.)                                                                                |
| Neufriedstein, Pfarrtöchterheim                              | Neufriedstein 2 (Lage)                          | NDL        | 1417 Wehlsberg, 1778/1780, 1904 erweitert                                                 | | SG Neufriedstein. Herrenhaus (Pfarrtöchterheim) mit Winzerhaus, Mätressenschlösschen, Parkanlage und Weinberg. Besitzer: Herren von Köckeritz auf Burg Wehlen, Johann George Ehrlich | Herrenhaus Neufriedstein (Mitte)                                                                   |
| Erweiterungsgebäude des Pfarrtöchterheims                    | Neufriedstein 2a (Lage)                         | NDL        | 1893                                                                                      | Adolf Neumann | SG Neufriedstein. Neufriedstein, westliches Gebäude | Herrenhaus Neufriedstein (Mitte)                                                                   |
| Haus Nitzsche, (Neufriedstein)                               | Neufriedstein 5 (Lage)                          | NDL        | 18. Jh., 1883                                                                             | | SG Neufriedstein. Winzerhaus | Herrenhaus Neufriedstein (Mitte)                                                                   |
| Minckwitzscher Weinberg                                      | Obere Bergstraße 30, 30a, 30b (Lage)            | NDL        | 1412 Altenberg, ab 1712 Herrenhaus, 1713, 1727, 1877, 1907–1909                           | August Große (Umbau, Remise), F. A. Bernhard Große (Umbau Herrenhaus, Nebengebäude)                                                                      | SG Minckwitzscher Weinberg. Ehemaliges Weingut mit Herrenhaus, Remise, Seitengebäude, zwei Lusthäuser, Einfriedungs- und Weinbergsmauern sowie Weinberg und Park. Besitzer, Bewohner: Heinrich Henning August von Bredow, Familie von Minckwitz, Paul Wilhelm | Minckwitzsches Weinbergsanwesen, 1901                                                              |
| Friedhof Radebeul-Ost                                        | Serkowitzer Straße 33 (Lage)                    | RAD        | 1890/91, 1928/29                                                                          | Schilling & Graebner (incl. Kapelle), Max Czopka (Neue Feierhalle)                                                                                       | SG Friedhof Radebeul-Ost. Friedhof mit alter und neuer Feierhalle und Einfriedungsmauer, mit Grufthaus Karl Mays (1912 1913), Jugendstilgruft, Grabmal Doerstling und Beckert sowie weiteren Grabanlagen, alte Feier-Halle um 1890, neue Feierhalle um 1925 | Friedhof Radebeul-Ost, Kapelle von Schilling & Graebner                                            |
| Spitzhaustreppe                                              | Spitzhausstraße (Lage)                          | OBL        | 1747–1750, 1845–1847                                                                      | Matthäus Daniel Pöppelmann (Entwurf), Karl Moritz Haenel (Wiederherstellung)                                                                             | SG Hoflößnitz. Spitzhaustreppe mit Pavillon (siehe auch Hoflößnitz Str. 37) | Radebeuler Weinberge mit Hoflössnitz, Spitzhaustreppe, Bismarckturm und Spitzhaus                  |
| Bismarckturm                                                 | Spitzhausstraße (Lage)                          | OBL        | 1907                                                                                      | Wilhelm Kreis (Entwurf), Alfred Große (Bau) | SG Hoflößnitz. Bismarckturm | Radebeuler Weinberge mit Hoflössnitz, Spitzhaustreppe, Bismarckturm und Spitzhaus                  |
| Spitzhaus                                                    | Spitzhausstraße 36 (Lage)                       | OBL        | 1622, 1672, 1749, 1902, 1928                                                              | Wolf Caspar von Klengel, Matthäus Daniel Pöppelmann, Richard Beyer, Adolf Neumann (Verandaanbau)                                                         | SG Hoflößnitz. Ehemaliges Vorwerk, Weinbergshaus, dann kurfürstliches Lustschlösschen, heute als Gasthaus genutzt. Ehemals Teil der Hoflößnitz. Besitzer: Johann Georg I., Freiherr von Rechenberg, Familie von Wolframsdorf, Jacob Heinrich von Flemming, Reichsgräfin von Cosel, August den Starken, August III., weitere Wettiner, Friedrich Herrmann Hennicke. Gäste Joseph II., Karl X. von Frankreich, Otto I. von Griechenland, Wilhelm I. von Preußen                   | Radebeuler Weinberge mit Hoflössnitz, Spitzhaustreppe, Bismarckturm und Spitzhaus                  |
| Gröba-Siedlung                                               | Stosch-Sarrasani-Straße 37/39 (Lage)            | NDL        | 1924/25                                                                                   | Alfred Tischer | SG Gröba-Siedlung. Doppelwohnhaus einer Wohnanlage | Gröba-Siedlung Stosch-Sarrasani-Straße 41/43/45 und 37/39                                          |
| Gröba-Siedlung                                               | Stosch-Sarrasani-Straße 41/43/45 (Lage)         | NDL        | 1924/25                                                                                   | Alfred Tischer | SG Gröba-Siedlung. Wohnhauszeile einer Wohnanlage | Gröba-Siedlung Stosch-Sarrasani-Straße 41/43/45 und 37/39                                          |
| Schloss Wackerbarth, Wackerbarths Ruh’                       | Wackerbarthstraße 1, Mittlere Bergstraße (Lage) | NDL        | 1727–1729, 1743 Jacobstein, 1853, 1916/17                                                 | Johann Christoph Knöffel, Matthäus Daniel Pöppelmann, Georg Heinsius von Mayenburg (Umbau)                                                               | SG Schloss Wackerbarth. Sitz des Sächsischen Staatsweinguts. Schloss mit barocker Gartenanlage, Belvedere, Jacobstein, Reste von Gartenplastiken, Einfriedung, Erinnerungstafel und Weinberg einschließlich Grundstück Fliegenwedel. Bewohner: Christoph August von Wackerbarth, Joseph Anton Gabaleon von Wackerbarth-Salmour, Christian Friedrich von Gregory, August Josef Ludwig von Wackerbarth, Carl Lang, Elise Polko, Albert von Carlowitz, Johann Georg Theodor Grässe | Blick vom Jacobstein: Schloss Wackerbarth mit Belvedere (re. Mitte), Nebenanlagen und Park         |
| Siedlung der Baugenossenschaft Kötzschenbroda                | Winzerstraße 25 (Lage)                          | NDL        | 1928                                                                                      | Felix Sommer | SG Siedlung der Baugenossenschaft Kötzschenbroda. Wohnhaus einer Wohnsiedlung | Winzerstraße 25                                                                                    |
| Siedlung der Baugenossenschaft Kötzschenbroda                | Winzerstraße 25a (Lage)                         | NDL        | 1928                                                                                      | Felix Sommer | SG Siedlung der Baugenossenschaft Kötzschenbroda. Wohnhaus einer Wohnsiedlung | Winzerstraße 25a                                                                                   |
| Siedlung der Baugenossenschaft Kötzschenbroda                | Winzerstraße 29 (Lage)                          | NDL        | vermutlich 1928                                                                           | | SG Siedlung der Baugenossenschaft Kötzschenbroda. Wohnhaus einer Wohnsiedlung | Siedlung Ecke Winzerstraße (li. nach Osten) und Dr.-Külz-Straße (re. nach Süden)                   |